# Piet Hagen
Pieter Jacobus Hagen (Zwijndrecht, 1942) is een Nederlandse journalist en non-fictie schrijver. Hij begon zijn loopbaan als redacteur van Trouw in 1967. Later was hij docent en directeur van de School voor Journalistiek in Utrecht (1983-1995), hoofdredacteur van De Journalist/Villamedia (1995-2002) en columnist van NRC Handelsblad (2003-2005). Sinds 2002 is hij fulltime auteur van boeken over geschiedenis.
In zijn boeken over bloedtransfusie (1982 en 1993) bekritiseerde hij de commercialisering van menselijk bloed en  plasma componenten. Zijn overzichtswerk over koloniale oorlogen in Indonesië (2018) beschrijft militair geweld als de ruggengraat van het kolonialisme.